# 最後のクリスマス
「最後のクリスマス」（さいごのクリスマス、原題: "Last Christmas"）は、2014年12月25日に初放送されたイギリスのSFドラマ『ドクター・フー』のエピソード。2005年に新シリーズが始動して以来10作目のクリスマススペシャルにあたる。脚本はスティーヴン・モファット、監督はポール・ウィルムシャーストが担当した。イギリスでの視聴者数は828万人で、批評家からはストーリーや演技などが称賛された。
本作では、異星人のタイムトラベラー12代目ドクター（演:ピーター・カパルディ）はコンパニオンのクララ・オズワルド（演:ジェナ・ルイーズ・コールマン）と再び手を組み、サンタクロース（演:ニック・フロスト）の助力を受け、北極の科学基地で夢ガニと呼ばれる生物に襲われる研究者を救出する。夢ガニに顔を覆われた人間は夢の世界に没入し、現実に意識を取り戻さない限り体を蝕まれてしまう。

## 連続性
ドクターが老いたクララを訪ねた際、彼はクリスマスクラッカーを彼女が開けるのを手伝う。これはクラッカーを自力で開けられないほど力が弱くなった11代目ドクターをクララが手伝った「ドクターの時」（2013年）に対応している。

## 製作

### 配役
2014年9月1日、マイケル・トラウトン、ニック・フロスト、ネイサン・マクマレン、ナタリー・グミード、フェイ・マーセイといった大勢のゲスト出演が明かされた。マイケル・トラウトンは1966年から1969年まで2代目ドクターを演じたパトリック・トラウトンの息子であり、The War Games（1969年）や The Curse of Peladon（1972年）および「ミッドナイト」（2008年）に出演したデイヴィッド・トラウトンの弟でもある。
「最後のクリスマス」がジェナ・ルイーズ・コールマンの最後の出演になるのではないか、という噂も数多く流れていた。コールマンと筆頭脚本家のスティーヴン・モファットはこの問題には沈黙を貫き、彼女が第9シリーズにも登場するかを確かめるためにもエピソードを見てほしいと主張した。エピソードのクライマックスでは、クララはドクターとの旅を続けることに決め、放送後にはコールマンが第9シリーズ全編に亘って出演することをモファットが明らかにした。モファットによると、コールマンはシリーズへの続投を決める前に「行ったり来たり」していたという。2018年のインタビューでは、モファットが当初「最後のクリスマス」の脚本にクララの退場が含まれていたことを明らかにした。初回の読み合わせの後にコールマンが降板の決意を覆したため、「最後のクリスマス」の結末はクララが続投できるように書き直された。
マーセイが演じたショーナは、元々モファットが第9シリーズにおけるクララの後継コンパニオンとしてモファットが考えていたキャラクターであったが、完全には何の形にもならなかった。コールマンが番組に残ったためマーセイの出演は「最後のクリスマス」に限られることとなり、ショーナの要素は後に第10シリーズから登場するクララの後継コンパニオンのビル・ポッツ（演:パール・マッキー）に引き継がれることとなった。

### 撮影
「最後のクリスマス」の撮影は第8シリーズの世界ツアープロモーションの2週間後での開始が予定され、ポール・ウィルムシャーストが監督した。台本の読み合わせは2014年9月3日に行われ、撮影は9月8日にカーディフで開始された。その際、ウィルムシャーストは4週間で撮影が完了するだろうとツイートした。

### プロモーション
『チルドレン・イン・ニード』で公開された映像には、ドクターとクララ、サンタクロース（演:ニック・フロスト）および妖精（ダン・スターキーとネイサン・マクマレン）が登場していた。2014年12月11日には、BBCは30秒の予告編をYouTube上に公開した。

## 放送と反応
視聴者数は828万人であった。これは2005年に番組が復活して以降のクリスマススペシャルとしては最低値で、2014年のクリスマスの日に放送された BBC One の番組では第6位の記録であった。放送当夜の視聴者数の速報値は634万人と見積られ、その日のテレビ番組では8番目に多く視聴された番組となった。イギリスでのレーティングが例年と比較して振るわなかった一方、BBCアメリカでは262万人が「最後のクリスマス」を視聴し、前年に「ドクターの時」が樹立した記録を破ってBBCアメリカ史上最高視聴者数を記録した。BBC iPlayer でも107万リクエストを受け、Appreciation Index は82に達した。

### 批評家の反応
| 専門評論家によるレビュー | 専門評論家によるレビュー |
| レビュー・スコア         | レビュー・スコア         |
| 出典                     | 評価                     |
| ------------------------ | ------------------------ |
| The A.V. Club            | A                        |
| SFX                      | [ 23 ]                   |
| TV Fanatic               | [ 24 ]                   |
| CultBox                  | [ 25 ]                   |
| IndieWire                | B+                       |
| IGN                      | 8.8                      |
| ニューヨーク・マガジン   | [ 28 ]                   |
| ラジオ・タイムズ         | [ 29 ]                   |
| デジタル・スパイ         | [ 30 ]                   |
| デイリー・テレグラフ     | [ 31 ]                   |

「最後のクリスマス」は批評家から称賛を受け、特にエピソードの怖ろしさや楽しさが高く評価された。また、映画『エイリアン』や『インセプション』の影響も指摘された。
The A.V. Clubのアラスデア・ウィルキンスは本作にA評価を与え、「ふわふわとした馬鹿馬鹿しいクリスマススペシャル」という罠を使って怖ろしい物語を作ったとしてスティーヴン・モファットの脚本を「異常にクレバーだ」と称賛し、カパルディの演技についても第8シリーズでは見られなかった10代目および11代目ドクターに共通する喜びが体現されていると高く評価した。デジタル・スパイのモーガン・ジェフェリーは本作の5点満点中4点と評価し、「決定的なクラッカーだ」「投げやりなものや内容の薄いものにはなっていない」と主張した。彼は脚本が映画『エイリアン』や『インセプション』に影響されたことで、視聴者に「思考のための食糧と悪夢のための燃料」が与えられたと述べた。
デイリー・テレグラフのマイケル・ホーガンは本作を5点満点中4点と評価し、「素晴らしく陽気だ」と述べ、居心地の良い輝きで終わったと論評した。デイリー・ミラーのクリス・パイクは様々な映画へのリファレンスを含めたことを称賛し、クララの続投については「ケーキの上のアイシングだ」と絶賛した。
ラジオ・タイムズは本作を4段階で3と評価した。パトリック・マルケーンは、どのクリスマスも最後のクリスマスだというクララの台詞、そしてドクターを自身のサンタクロースだと認めたこと特に感動を覚えた。IGNは10点満点で8.8点と評価した。マット・リズレイは「クリスマスの奇跡と陽気なフェイスハガーを結び付ける、面白く満足できる『ドクター・フー』の一切れ」と表現した。彼は老いたクララの特殊メイクを批判したものの、全体を通して「『ドクター・フー』の最も陽気で最もユール的でないクリスマススペシャル」であると称賛した。デン・オブ・ギークのサイモン・ブリューは脚本・演技・演出・音楽を絶賛し、前年のクリスマススペシャル「ドクターの時」から良くなっていると考えた。彼は本作が「最近の『ドクター・フー』の最も強力な年の1つ」の終わりを飾ったと感じた。

## ホームメディア
「最後のクリスマス」は2015年1月26日にイギリスで、1月28日にオーストラリアで、2月17日にアメリカ合衆国でDVDとブルーレイディスクが発売された。日本では「最後のクリスマス」を収録した『ドクター・フー ネクスト・ジェネレーション DVD-BOX1』が2018年6月8日に発売された。
「クリスマスの侵略者」から「最後のクリスマス」までのクリスマススペシャル10本はﾎボックスセット Doctor Who – The 10 Christmas Specials として2015年10月19日に再発売された。

## サウンドトラック
「最後のクリスマス」で使用された曲のうち選ばれたものがマレイ・ゴールドの作曲として、2015年5月18日に Silva Screen Records により第8シリーズのサウンドトラックの3番目のディスクに収録されて発売された。